# Lotlhakane West
Lotlhakane West est une ville du Botswana.